# Barlow at Large
Barlow at Large (1971-1975) was een Britse politieserie met 29 afleveringen. DCS Charlie Barlow werkt in Whitehall als medewerker bij de Police Research Services Branch, een afdeling die regionale politiekorpsen helpt bij het oplossen van moeilijke zaken met Stratford Johns (bekend van Z-Cars) in de hoofdrol.
Johns speelde eerder Barlow in de series Z-Cars, Softly, Softly en Softly, Softly: Taskforce op de BBC televisie in de jaren 1960 en begin 1970. Barlow at Large begon als een driedelige productie van Softly, Softly: taskforce in 1971 met Barlow als poltieman in Wales op zoek naar corruptie. Johns verliet Softly, Softly voorgoed in 1972, maar begon aan een nieuwe serie van Barlow at Large in het volgende jaar, waarin Barlow fulltime gedetacheerd werd bij het Home Office.